# 王登喜
王登喜（1963年6月—），男，河南汤阴人，中华人民共和国政治人物。河南省委党校研究生学历。曾任新乡市市长。

## 生平
1980年9月至1982年8月，在郑州水利学校水工建筑专业学习；1982年参加工作。1984年12月加入中国共产党。
1993年1月，任汤阴县伏道乡乡长；1993年9月任伏道乡党委书记。1997年12月，任安阳市计划委员会副主任；2002年2月，任安阳市发展计划委员会副主任；2002年3月，担任中共安阳县委副书记。2003年10月，任河南省安全生产监督管理局副局长、河南省安全文化促进会理事长。2006年12月，任许昌市人民政府副市长。2009年7月，任中共许昌市委常委、宣传部部长。2014年7月，任河南省人民政府副秘书长。
2016年5月，任新乡市代市长，6月任新乡市长。2018年2月24日，当选为第十三届全国人大代表。2021年7月，不再担任新乡市市长，9月14日，被聘为河南省政府参事。

## 备注
1. ↑  河南省政府官网9月14日对外公布的《关于聘任张文深等5人为参事的通知》显示5名参事中包括王登喜，但该通知的成文时间为7月28日。